# Marcello De Martino
Marcello De Martino (Roma, 18 giugno 1932 – Roma, 7 luglio 1983) è stato un direttore d'orchestra, compositore e arrangiatore italiano.

## Biografia
Dopo essersi diplomato all'Accademia Nazionale di Santa Cecilia, nel 1959 diresse l'orchestra del Festival di Napoli e l'anno seguente, a 27 anni, è uno dei più giovani direttori d'orchestra del Festival di Sanremo e iniziò a lavorare alla Rai in molte trasmissioni televisive, a partire da Souvenir – il suo esordio, nel 1960 – collaborando in seguito con molti artisti, tra i quali Corrado (con La trottola del 1965, Su e giù del 1968 e A che gioco giochiamo? nel 1969), Gino Bramieri (in Hai visto mai?, del 1973), Raimondo Vianello e Sandra Mondaini (in Tante scuse del 1974, (di nuovo) Tante scuse del 1975 e Noi... no! nel 1977), Rita Pavone (in Che combinazione, del 1979) e numerosi altri. Nel 1962 fu il ri-arrangiatore e il direttore d'orchestra della terza sigla di Carosello – quella con le quattro città italiane – che fu ammodernata sempre da lui nel 1974. Per quattro edizioni diresse l'orchestra del varietà Piccola ribalta (1968, 1970, 1971 e 1972).
Alla radio diresse l'orchestra del varietà Gran Gala tra il 1959 e il 1962, condotto nelle varie edizioni da Mina, Delia Scala e Lauretta Masiero e, tra il 1966 e il 1979, nelle 42 edizioni della celebre trasmissione Gran varietà – che tra il 1976 e il 1977 si chiamò Più di così... – condotta da Johnny Dorelli, Raimondo Vianello, Walter Chiari, Raffaella Carrà e diversi altri, dove compose le sigle iniziali e gli stacchetti di presentazione degli attori e cantanti che partecipavano al programma.
Compose inoltre la musica di molte canzoni e di colonne sonore per film di genere (soprattutto spionistici)  non trascurabili.
Fondò e diresse la casa discografica No Stop Record, per la quale curò la pubblicazione di una serie di dischi contenenti celebri canzoni italiane.
Muore prematuramente, per un male incurabile, nel luglio del 1983 a 51 anni

## Trasmissioni televisive
- 1959 – Festival di Napoli 1959
- 1960 – Souvenir
- 1960 – Festival di Sanremo 1960
- 1962 – Carosello (arrangiamento della sigla e direzione dell'orchestra)
- 1962 – Canzoni da mezza sera
- 1963 – Gran premio
- 1965 – Mare contro mare
- 1965 – Il rotocarlo
- 1966 – La trottola
- 1967 – Musica da sera
- 1968 – Su e giù
- 1968 – Una voce in vacanza
- 1968 – Piccola ribalta
- 1969 – A che gioco giochiamo?
- 1970 – Piccola ribalta
- 1971 – Piccola ribalta
- 1972 – Il suo nome per favore
- 1972 – Piccola ribalta
- 1973 – Hai visto mai?
- 1974 – Carosello (nuovo arrangiamento della sigla e direzione dell'orchestra)
- 1974 – Tante scuse
- 1975 – Alle nove della sera
- 1975 – (Di nuovo) Tante scuse
- 1976 – Rete tre
- 1977 – Il guazzabuglio
- 1977 – Noi... no!
- 1979 – Così per caso
- 1979 – Che combinazione
- 1979 – Dov'è l'asso
- 1980 – Un uomo da ridere
- 1981 – Buonasera con... Aldo e Carlo Giuffré - Cinevarietà
- 1981 – Zim Zum Zam
- 1982 – Due di tutto
- 1983 – Zim Zum Zam

## Trasmissioni radiofoniche
- Gran Gala (1958-1962)
- Gran varietà (1966-1976 e 1977-1979)
- Più di così... (1976-1977)

## Filmografia

### Colonne sonore
- Cantami "Buongiorno tristezza", regia di Giorgio Pàstina (1955) – direzione d'orchestra
- Mafia alla sbarra, regia di Oreste Palella (1963)
- La ballata dei mariti, regia di Fabrizio Taglioni (1963)
- F.B.I. operazione Baalbeck, regia di Marcello Giannini e Hugo Fregonese (1964)
- Delitto allo specchio, regia di Ambrogio Molteni e Jean Josipovici (1964)
- Agente segreto 777 - Operazione Mistero, regia di Enrico Bomba (1965)
- Agente segreto 777 - Invito ad uccidere, regia di Enrico Bomba (1966)
- L'Aretino nei suoi ragionamenti sulle cortigiane, le maritate e... i cornuti contenti, regia di Enrico Bomba (1972)

## Teatro
- Non sparate al reverendo, regia di Raffaele Sposito e Gino Pagnani (1967)